# 1953 في فنزويلا
فيما يلي قوائم الأحداث التي وقعت خلال عام 1953 في فنزويلا.

## سياسة

### تعيين في المنصب
- 19 أبريل – ماركوس بيريز خيمينيز رئيس فنزويلا.

## مواليد

### أغسطس
- 28 أغسطس – كارلوس ماتا

### أكتوبر
- 1 أكتوبر – فرانكلين فيرجويز

## وفيات

### سبتمبر
- 15 سبتمبر – ازاياس أنغاريتا (مواليد 1897) سياسي فنزويلي.